# Magyar Kupa 2011-2012
La Coppa d'Ungheria 2011-2012 (in ungherese Magyar Kupa) è stata la 72ª edizione del torneo. Il Debrecen ha vinto il trofeo per la quinta volta, battendo in finale l'MTK Budapest e ottenendo l'accesso al secondo turno di qualificazione della UEFA Europa League 2012-2013.

## Terzo turno
Le partite si sono giocate tra il 20 e il 28 settembre 2011.
| Squadra 1         | Risultato         | Squadra 2      |
| ----------------- | ----------------- | -------------- |
| Szolnok           | 1 – 1 (4 – 1 dtr) | Szeged 2011    |
| Győri ETO II      | 0 – 0 (2 – 4 dtr) | Tatabánya      |
| Győrszemere       | 0 – 10            | Lombard Pápa   |
| Töltéstava        | 2 – 4             | Veszprém       |
| Zalaegerszeg II   | 0 – 2             | Siófok         |
| Kentaur Sprint    | 0 – 2             | Kaposvár       |
| Paks II           | 0 – 3             | Pécs           |
| Harta             | 2 – 4 dts         | Kozármisleny   |
| Bólyi             | 2 – 5             | Bajai          |
| Szigetszentmiklós | 2 – 1             | Honvéd         |
| Budaörs           | 0 – 2             | Vasas          |
| MTK Budapest      | 4 – 0             | REAC           |
| BKV Előre         | 3 – 0             | Pálhalma       |
| Csákvár           | 2 – 1             | Honvéd II      |
| Rákosmenti        | 4 – 1             | Újpest II      |
| Cégled            | 3 – 0             | Orosháza       |
| Nagyiváni         | 1 – 3             | Békéscsaba     |
| Egri              | 0 – 0 (2 – 4 dtr) | Diósgyőr       |
| Kazincbarcika     | 1 – 5             | Debrecen       |
| Mezőkövesd-Zsóry  | 4 – 1             | Nyíregyháza    |
| Putnok            | 3 – 0             | DEAC           |
| Aszalo            | 0 – 2             | Balmazújváros  |
| Jánossomorja      | 3 – 1             | Sárvár         |
| Videoton B        | 0 – 3             | Győri ETO      |
| Dunakanyar-Vác    | 1 – 4             | Újpest         |
| Soproni VSE       | 0 – 2             | Haladás        |
| Gyirmót           | 3 – 3 (5 – 4 dtr) | Ajka-Padragkút |
| Kaposvár II       | 1 – 0             | Zalaegerszeg   |

## Sedicesimi di finale
Le partite si sono giocate il 25 e il 26 ottobre 2011.
| Squadra 1         | Risultato         | Squadra 2    |
| ----------------- | ----------------- | ------------ |
| Veszprém          | 0 – 2             | Haladás      |
| Kaposvár II       | 3 – 2             | Gyirmót      |
| BKV Előre         | 1 – 4             | Diósgyőr     |
| Jánossomorja      | 2 – 9             | Győri ETO    |
| Békéscsaba        | 3 – 2             | Vasas        |
| Kozármisleny      | 2 – 1             | Siófok       |
| Balmazújváros     | 1 – 2             | MTK Budapest |
| Szigetszentmiklós | 3 – 3 (3 – 4 dtr) | Újpest       |
| Cégled            | 0 – 2             | Debrecen     |
| Bajai             | 1 – 1 (4 – 3 dtr) | Lombard Pápa |
| Csákvár           | 2 – 3 dts         | Pécs         |
| Rákosmenti        | 0 – 1 dts         | Kaposvár     |
| Putnok            | 3 – 2             | Paks         |
| Tatabánya         | 0 – 2             | Videoton     |
| Szolnok           | 2 – 5             | Ferencváros  |
| Mezőkövesd-Zsóry  | 2 – 3             | Kecskemét    |

## Ottavi di finale
Le partite di andata si sono giocate il 30 novembre, quelle di ritorno il 2 dicembre 2011.
| Squadra 1    | Totale      | Squadra 2    | Andata | Ritorno |
| ------------ | ----------- | ------------ | ------ | ------- |
| Bajai        | 2 – 0       | Kozármisleny | 2 – 0  | 0 – 0   |
| Putnok       | 1 – 4       | Kaposvár     | 1 – 1  | 0 – 3   |
| Kaposvár II  | 2 – 3       | Újpest       | 2 – 1  | 0 – 2   |
| Kecskemét    | 2 – 3       | Debrecen     | 1 – 2  | 1 – 1   |
| MTK Budapest | 2 – 2 (gfc) | Pécs         | 0 – 1  | 2 – 1   |
| Békéscsaba   | 2 – 2 (gfc) | Ferencváros  | 0 – 0  | 2 – 2   |
| Diósgyőr     | 2 – 5       | Győri ETO    | 1 – 1  | 1 – 4   |
| Videoton     | 1 – 0       | Haladás      | 1 – 0  | 0 – 0   |

## Quarti di finale
Le partite di andata si sono giocate il 25 febbraio, quelle di ritorno il 13 e il 14 marzo 2012.
| Squadra 1  | Totale | Squadra 2    | Andata | Ritorno |
| ---------- | ------ | ------------ | ------ | ------- |
| Bajai      | 1 – 7  | Újpest       | 1 – 3  | 0 – 4   |
| Kaposvár   | 0 – 1  | Debrecen     | 0 – 1  | 0 – 0   |
| Békéscsaba | 0 – 6  | MTK Budapest | 0 – 3  | 0 – 3   |
| Videoton   | 6 – 1  | Győri ETO    | 5 – 1  | 1 – 0   |

## Semifinali
Le partite di andata si sono giocate il 21 marzo 2012, quelle di ritorno il 10 e l'11 aprile.
| Squadra 1    | Totale | Squadra 2 | Andata | Ritorno |
| ------------ | ------ | --------- | ------ | ------- |
| MTK Budapest | 4 – 3  | Videoton  | 2 – 3  | 2 – 0   |
| Debrecen     | 5 – 2  | Újpest    | 2 – 1  | 3 – 1   |

## Finale
| Arbitro: | Szabó |

|                                                                 |                      |                                                                  |
| Könyves 45’ Ladányi 63’ Zsidai 87’                              | Marcatori            | 51’ Bouadla 56’, 89’ Szakály                                     |
| Vukmir Zsidai Vass Wolfe Kanta Szekeres Pál Könyves Kálnoki-Kis | Tiri di rigore 7 – 8 | Szakály Nagy Bouadla Lucas Coulibaly Korhut Šimac Varga Mészáros |